# Steinkreise in Ulster

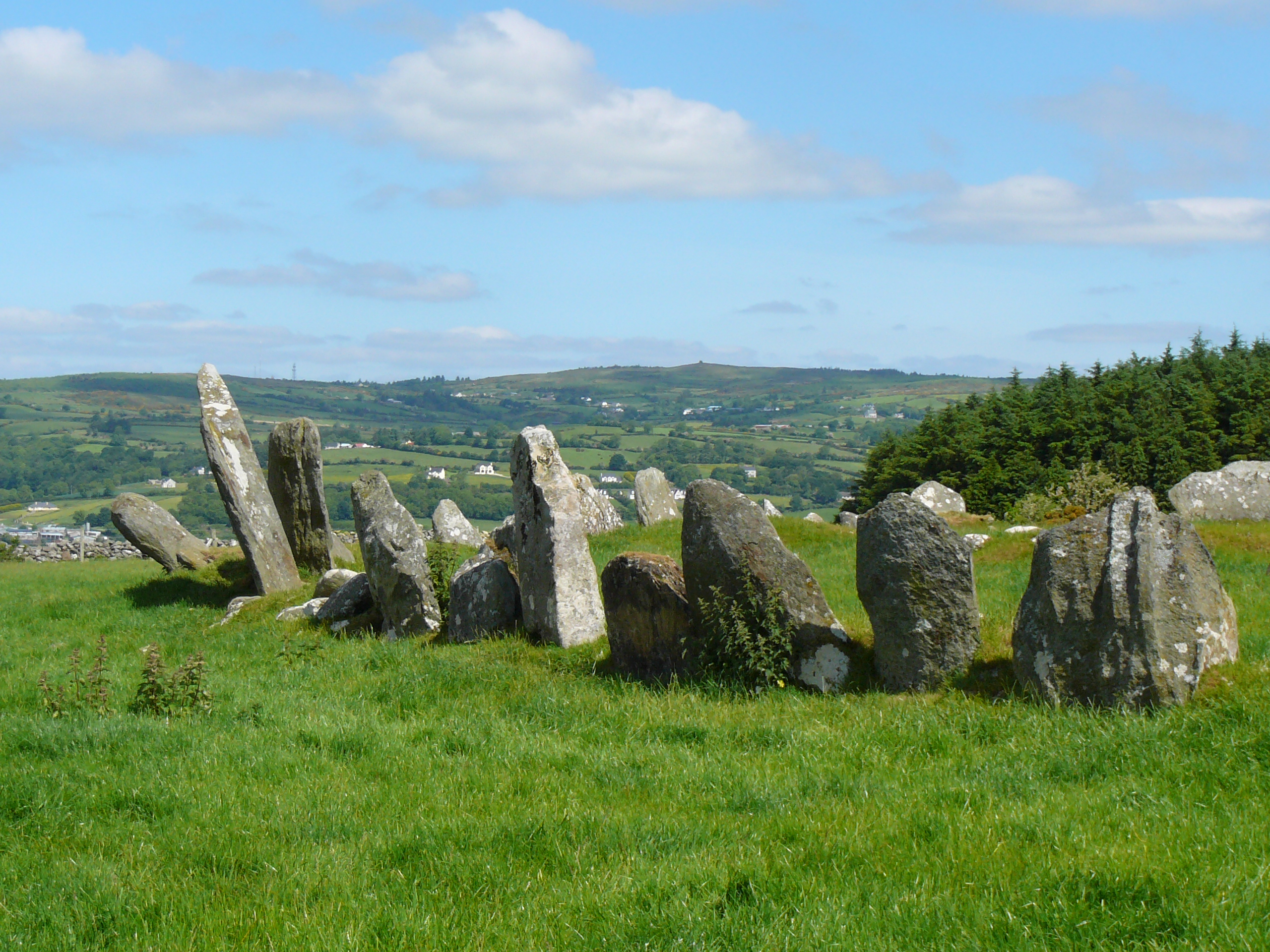
Der mit 45 m größte, aber für den Typ uncharakteristische Steinkreis von Beltany in Ulster

Die Steinkreise in Ulster konzentrieren sich auf der Hochfläche südlich der Sperrin Mountains im County Tyrone mit kleineren Clustern in den Countys Londonderry, Fermanagh in Nordirland und Donegal in Irland. 
Ulsters Steinkreise (vom so genannten Mid-Ulster-Typ) bestehen, anders als diejenigen im übrigen Irland, von einigen Ausnahmen abgesehen, aus Steinen, die selten über 50 cm hoch sind. Die oft in Gruppen auftretenden Kreise (Steinkreise von Copney, Beaghmore) können sich tangieren und von kleinen Menhiren, kleinen Cairns (Steinkreise von Broughderg) und langen und kurzen Steinreihen (Steinkreise von Moymore) begleitet werden. Viele Kreise liegen überwachsen in den Mooren der Region. Sie sind oft nur an einigen höheren Steinen erkennbar. 

## Beaghmore
Die informativste Ausgrabung in Ulster fand in Beaghmore bei Cookstown statt. Die unter einer Torfschicht aufgedeckten Denkmäler bedecken einen Bereich von 145 mal 55 m. Die Gesamtausdehnung ist unbekannt, weil eine hohe Torfschicht den umliegenden Bereich bedeckt. Die Radiokohlenstoffdatierungen zeigen, dass die meisten Kreise, Steinreihen und Cairns in der späten Bronzezeit (1535 und 775 v. Chr.) errichtet wurden. Die Funde aus der Jungsteinzeit stammen etwa von 3300 v. Chr.
Spärliche Funde erbrachten auch die Ausgrabungen von 
- Drumskinny, bei Kesh im County Fermanagh
- Cuilbane, bei Garvagh im County Derry.

## Drumskinny
Drumskinny besteht aus einem Steinkreis, einer Steinreihe und einem Cairn. Der Kreis hat einen Durchmesser von 13 Metern und bestand ursprünglich aus 39, der Höhe nach ungeordneten Menhiren (drei fehlen), mit Höhen zwischen 0,3 und 1,8 Metern.

## Cuilbane
Cuilbane (auch „Tamny Cromlech“ genannt) hat einen Durchmesser von zwölf Metern. Er besteht aus 15 niedrigen Steinen, der höchste ist 1,2 Meter hoch. Es wurde im Jahre 1985 untersucht und restauriert. 65 Flintgeräte verschiedener Art wurden in der Packung eines der größeren Steine gefunden. Der Fund bestätigt, dass zumindest einige der Kreise in Ulster während der Jungsteinzeit entstanden sind.

## Ballynoe
- Ballynoe, bei Downpatrick, ist ein Kreis von 35 m Durchmesser, bestehend aus 55 Steinen, die bis zu 1,8 m hoch sind. Er enthält mittig einen erst später in den Kreis eingebrachten Long Cairn, an dessen Enden sich je eine Steinkiste befindet. Ein weiterer Steinkreis umschließt das östliche Ende des Cairns. Die Bergung von Scherben der Carrowkeel Ware und die Gegenwart von Bätyls zeigt eine Verwandtschaften mit den Passage tombs an.

## Nicht vollständig ausgegrabene Komplexe
Die Steinkreise von Copney liegen auf dem Copney Hill bei Carrickmore in Tyrone. Hier befindet sich ein Komplex, auf den die Archäologen 1979 aufmerksam wurden. Er besteht aus acht Steinkreisen, viele davon mit konzentrischen Innenkreisen bzw. einem zentralen Cairn. 
Clogherny Meenerrigal bei Plumbridge im County Tyrone ist ein Wedge Tomb, das, ähnlich wie Island in Cork, von einem Kreis aus 17, etwa einen Meter hohen Menhiren umgeben ist.
Die drei Kreise im Norden des County Donegal sind untypisch für die Mid-Ulster Serie:
- Steinkreis von Bocan liegt bei Culdaff. Sieben, von einst etwa 30, zwischen einem und zwei Meter hohe Steine bilden einen Kreis von 20 m Durchmesser.
- Carrowreagh, liegt im Moor bei Carndonagh. Sechs Menhire bilden einen Kreis von 26 m Durchmesser. 125 m östlich liegt ein Wedge tomb, das auch halb im Moor versunken ist.
- Der größte Steinkreis in Ulster ist Beltany. Der Name stammt vom keltische Frühlingsfest Beltaine. Er liegt auf einem Hügel südlich von Raphoe im County Donegal. Den 45 m weiten Kreis bilden heute 64 zwischen 1,2 und 2,75 m hohe Steine (einst etwa 80). Im Kreis finden sich die Reste eines Grabhügels. 21 m vom Kreis entfernt steht ein 1,8 m hoher Menhir im Südosten. Im Kreis wurde ein mit keltischen Ornamenten verzierter Stein aus der Eisenzeit gefunden. In der Nähe liegen die Passage Tombs von Kilmonaster Middle.

Auch an der Ostküste, nahe dem Strangford Lough, befinden sich drei, für die Mid-Ulster-Serie untypische Kreise. 
- Castlemahon bei Strangford, besteht aus sechs, etwa einen Meter hohen Orthostaten, die einen Kreis von 21 m Durchmesser bilden. Ausgrabungen erbrachten nahe einem der Steine in einem kleinen Loch Flintwerkzeuge, Holzkohle und Scherben neolithischer Gefäße (bowls). Nahe dem Zentrum des Steinkreises fand sich eine große Grube, in der ein starkes Feuer gebrannt hatte. Daneben lagen eine winzige Steinkiste mit den verbrannten Knochen eines Kindes und ein Flintmesser.

- Die spätjungsteinzeitliche Megalithanlage von Millin Bay im County Down liegt bei Portaferry auf der Ards-Halbinsel. Ihr Aufbau passt in keine gängige Klassifikation für irische Steinkreise. Sie besteht aus einer zentralen, überlangen Steinkiste und einem eng gestellten Halboval aus aufgestellten Steinplatten, das durch ein Gegenstück aus weiter gestellten und größeren Steinen ergänzt wird. Eine Nord-Süd verlaufende Steinreihe teilt das Oval parallel zur mittleren Steinkiste, und weitere sieben Steinkisten ergänzen das ganze.